# Свободная церковь Англии
Свобо́дная це́рковь А́нглии (англ. The Free Church of England) — одна из независимых англиканских церквей Великобритании.

## История
Церковь была основана в 1844, когда от Церкви Англии отделилась группа евангелически настроенных верующих. В своих воззрениях они опирались на низкую традицию в англиканстве и не могли ужиться со своим англо-католическим епископом. Вскоре в эту церковь стали приходить и другие евангельски настроенные верующие, и в 1863 году была зарегистрирована конституция новой церкви. Некоторое время у церкви не было своего епископа, но в 1876 году была получена ординация от епископа Реформированной епископальной Церкви (США). В 1927 году Свободная церковь Англии вошла в полное евхаристическое общение с Реформированной епископальной Церковью, и имеющиеся приходы РЕЦ в Англии (образовывавшие раньше отдельную епархию) влились в СЦА. Отличительной особенностью Свободной Церкви Англии в сравнении с государственной Церковью Англии является не признание авторитета светской власти в вопросах духовной жизни и приверженность низкой церковной традиции. В настоящее время СЦА по своим взглядам можно отнести к движению широкой церкви, которая допускает в своих рядах различные взгляды на доктринальные вопросы, хотя традиционно в богослужении придерживается низкоцерковной традиции, исторически более близкой к движению раннего англиканства.
Большая часть приходов Свободной Церкви Англии находится в Великобритании, но также имеется небольшой приход в России — приход Христа Спасителя в Санкт-Петербурге (пресвитер Сергей Маков, рукоположён в мае 1993, использует переведенную на церковнославянский язык англиканскую литургию).